# Parafia św. Stanisława Biskupa i Męczennika w Bytoniu
Parafia Świętego Stanisława BM w Bytoniu – rzymskokatolicka parafia położona we wsi Bytoń. Administracyjnie należy do diecezji włocławskiej (dekanat piotrkowski).
Odpust parafialny odbywa się w święto Świętego Stanisława BM (patrona Polski) – 8 maja. Drugi odpust parafialny odbywa się w Przemienienie Pańskie w dniu 6 sierpnia.

## Historia
Najwcześniejsza wzmianka o parafii pojawia się w źródłach w roku 1325. Pierwszy kościół był prawdopodobnie drewniany. W 1516 roku dokonano konsekracji nowo wybudowanego kościoła. Był to murowany kościół pw. św. Jakuba i św. Doroty. Kościół ten na mocy przywileju króla Zygmunta I podlegał kanonikom laterańskim w Lubrańcu. W kościele znajdowały się ołtarze Matki Bożej, św. Krzyża i Przemienienia Pańskiego. Przy kościele funkcjonował szpital dla ubogich (głównie jako schronisko dla starców). Kościół ten uległ zniszczeniu w pożarze. W 1753 roku prepozyt lubraniecki i proboszcz bytoński, ksiądz Paweł Kołaczkowski, wzniósł nową świątynię – drewnianą z małą wieżyczką pośrodku, pw. św. Jakuba. Parafia Bytoń pozostawała pod zarządem kanoników laterańskich w Lubrańcu do 1821 roku. W 1881 roku parafia liczyła 1820 parafian, a proboszczem był ksiądz Władysław Grabowski.
Drewniany kościół pw. św.Jakuba przetrwał do początków XX wieku. W 1904 roku budowę nowego kościoła rozpoczął ksiądz Andrzej Szarecki. Nowa świątynia, murowana, jednonawowa, w stylu neogotyckim, pw. św. Stanisława Biskupa Męczennika, została konsekrowana przez biskupa Stanisława Zdzitowieckiego dnia 30 kwietnia 1908 roku.
W roku 1940 okupant niemiecki aresztował miejscowego proboszcza, a kościół został zamknięty dla wiernych.
W 2007 roku świątynię odnowił proboszcz ksiądz Henryk Pałucki. W odpust parafialny Przemienienia Pańskiego 6 sierpnia 2007 roku biskup włocławski Wiesław Mering dokonał poświęcenia nowego ołtarza oraz ambony.

## Proboszczowie parafii Bytoń
- ks. Jacek Makowski (2013-)
- ks. Henryk Pałucki (1992-2013)
- ks. Józef Kwiatkowski (1983-1992)
- ks. Stanisław Kalisz (1976-1983)
- ks. Andrzej Graczykowski (1959-1976)
- ks. Witold Szyksznel (1947-1959)
- ks. Wiktor Baranowski (1946-1947)
- ks. Edmund Wolski (1935-1939)
- ks. Kazimierz Głowacki (1918-1933)
- ks. Gustaw Maternowski (1912-1918)
- ks. Andrzej Szarecki (1904-1910)
- ks. Kazimierz Kraszewski (1896-1903)
- ks. Jan Grodek (1887-1895)
- ks. Władysław Grabowski (1874-1884)
- ks. Szulc (1873)
- ks. Józef Jezierski (1850-1866)
- ks. Wojciech Szczepański (1850)
- ks. Józef Marzantowicz (1846-1849)
- ks. Władysław Kożuchowski (1843-1846)
- ks. Paweł Kołaczkowski (1753)

## Miejscowości należące do parafii Bytoń
Bytoń, Borowo, Brylewo, Budzisław, Dąbrowa, Dąbrówka, Głuszyn, Holendry Bytońskie, Ignacewo, Litychowo, Ludwikowo, Morzyce, Nasiłowo, Niegibalice, Nowy Dwór, Oszczywilk, Potołówek, Sikorowo, Sokołowo, Stefanowo, Stróżewo, Świesz.